# Laura Mascaró Rotger
Laura Mascaró Rotger (Menorca, 28 de diciembre de 1978) es una abogada y escritora española.

## Trayectoria
Se licenció en Derecho por la Universidad de Barcelona y cursó el Grado de pedagogía en la Universidad Nacional de Educación a Distancia.
En 2008 desescolarizó a su hijo mayor y desde entonces se dedica a difundir la educación en el hogar asesorando a las familias interesadas y dando conferencias por todo el mundo.
Como articulista ha escrito en el diario Última Hora, Diario Menorca, Crianza Natural, el Instituto Juan de Mariana y La Razón, entre otros.
Como formadora ofrece talleres de desescolarización para adultos y talleres de temática variada para niños destacando en educación financiera y en inteligencia lingüística para niños a partir de 0 años.
En 2012 fundó la asociación nacional "Plataforma por la Libertad Educativa" para una reforma del sistema educativo español que incluya la legalización de la educación en el hogar, la debida atención a las necesidades educativas especiales y la libertad de creación de centros docentes.
En octubre de 2015 estrenó el documental Educación a la carta (La revolución pendiente), de la que es directora y guionista.  Anteriormente había participado como invitada en el documental "Enséñame pero bonito" sobre educación alternativa dirigido por la psicóloga Sara Moreno.
En 2018 la asociación Students for Liberty le otorgó el Premio David Henry Thoreau por su trayectoria en la defensa de la libertad educativa.
Es autora de los podcast La Crianza Pacífica y Vida sin escuela. 

## Obras

### Artículos
- Serie: Educar sin escolarizar. Para Crianza Natural.[19]
- El Tribunal Constitucional y el derecho a la educación.[20]
- Contra el cheque escolar. Instituto Juan de Mariana[21]

### Ensayo
- Educación y libertad (una defensa del homeschooling como máxima expresión de la libertad educativa)  (Ed. Lulú, abril de 2010)[22]
- Enseñar a pescar (Educando en casa) (Ed. Lulú, julio de 2011)
- Educar sin escolarizar: algunas consideraciones legales (Ed. Lulú, diciembre de 2012)
- Sin escuela (Ed. Lulú, febrero de 2013)

### Infantiles
- ¿Dónde crece el dinero? (Ed. Montena, mayo de 2019)

### Obras colectivas
- Un modelo realmente liberal (coordinado por Juan Ramón Rallo , octubre de 2012)
- 10 preguntas que se plantea quien vive el homeschool (con Madalen Goiria, abril, 2016)
- La escuela más feliz (Rosa Jové, octubre de 2017)

### Traducción
- Crianza incondicional, de Alfie Kohn (Crianza Natural, 2012). 272 páginas, ISBN 978-84-616-0871-3. Del inglés.

### Prólogo
- Capitalismo para niños, de Karl Hess (Editorial Innisfree, 2014). ISBN 1909870064[23]

### Documentales
- Educación a la carta (La revolución pendiente), octubre de 2015[24]
- Parto respetado: el documental (noviembre de 2018).[25]

1. ↑  «Presentación de "Sin escuela"». Consultado el 5 de julio de 2010.
2. ↑  «Legalidad del homeschooling en España». Consultado el 5 de julio de 2010.
3. ↑  «Reportaje en el periódico El Mundo».
4. ↑  «Reportaje en el periódico ABC».
5. ↑  «Entrevista en Diario de Mallorca». Archivado desde el original el 13 de marzo de 2016. Consultado el 26 de febrero de 2016.
6. ↑  «Homeschooling. Entrevistamos a la experta Laura Mascaró».
7. ↑  «Entrevista en El ABC del bebé (Colombia)». Archivado desde el original el 4 de mayo de 2013. Consultado el 5 de julio de 2010.
8. ↑  «Entrevista en El Vocero de Puerto Rico». Consultado el 5 de julio de 2010.
9. ↑  «"Los que vivimos". Columna de opinión en Diari Menorca».
10. ↑  «Educar en casa (Crianza Natural)».
11. ↑  «Artículos en el Instituto Juan de Mariana».
12. ↑  «La desescolarización interior». Archivado desde el original el 3 de marzo de 2016. Consultado el 26 de febrero de 2016.
13. ↑  «Talleres de Laura Mascaró». Archivado desde el original el 13 de marzo de 2016. Consultado el 26 de febrero de 2016.
14. ↑  «Cómo educar a tus hijos acerca del dinero». Archivado desde el original el 4 de marzo de 2016. Consultado el 26 de febrero de 2016.
15. ↑  «Tarkus Kids».
16. ↑  «Plataforma por la Libertad Educativa».
17. ↑  «Educación a la carta - Un documental sobre libertad educativa».
18. ↑  «Documental: Enséñame pero bonito». 21 de enero de 2015.
19. ↑  «Serie: Educar sin escolarizar. Para Crianza Natural».
20. ↑  «El Tribunal Constitucional y el derecho a la educación (Libertad Digital)». 21 de diciembre de 2010.
21. ↑  «Contra el cheque escolar». 2011.
22. ↑  «Carlos Rodríguez Braun y Juan Ramón Rallo presentan su libro en LIBERacción». 2011.
23. ↑  «Prólogo de Laura Mascaró Rotger a 'Capitalismo para Niños', de Karl Hess».
24. ↑  «Educación a la carta - Un documental sobre libertad educativa».
25. ↑  «Parto respetado:el documental».